# Ji'an, Ji'an
Ji'an, tidigare romaniserat Kian, är ett härad som lyder under Ji'ans stadsprefektur i Jiangxi-provinsen i sydöstra Kina.
Ji'ans härad består av de delar som blev över av häradet då dess centrala delar blev ombildade till stadsdistriktet Jizhou i stadsprefekturen Ji'an.

## Källa
1. ↑  ”worldpostmarks.net”. Arkiverad från originalet den 2 januari 2015. https://web.archive.org/web/20150102101710/http://worldpostmarks.net/HTML%20Countries/china.htm. Läst 22 juli 2015.